# زباستین دایسلر
سباستین دایسلر

دایسلر (به آلمانی: Sebastian Deisler) بازیکن فوتبال و هافبک اهل آلمان است که از سال ۲۰۰۰ میلادی عضو تیم ملی فوتبال آلمان بوده‌است. وی در ۳۶ بازی ملی حضور داشته است و آخرین بازی ملی خود را در سال ۲۰۰۶ میلادی انجام داد. زباستین دایسلر در بازی‌های ملی‌اش ۳ گل به ثمر رساند.
دایسلر در ابتدای هزاره سوم به عنوان یک ستاره در فوتبال آلمان ظهور کرد اما به دلیل چندین بار پارگی رباط صلیبی و مصدومیت های دیگر و همچنین افسردگی هرگز نتوانست به تمام توان خود برسد و در ژانویه ۲۰۰۷ در سن ۲۷ سالگی از فوتبال حرفه‌ای کناره‌گیری کرد.